# Остани какъвто си
„Остани какъвто си“ (на италиански: „Così come sei“) е филм на Алберто Латуада от 1978 година, с участието на Марчело Мастрояни и Настася Кински.

## Сюжет
Докато е във Флоренция по работа, римският ландшафтен архитект Джулио Маренго се среща с примамливата студентка Франческа, и прекарва нощта с нея. Тя е приемна дъщеря на агронома Бартоло, който се е грижил за нея след смъртта на майка ѝ Флора. По-късно приятел на Джулио вижда Франсеска в ресторант и предполага, че тя може да е дъщеря на Джулио. Възможно е, тъй като Джулио е излизал с майка и Флора година преди Франческа да се роди. Поразен от това предположение Джулио се опитва да охлади връзката си с Франческа. Междувременно той е разсеян от разкритието, че неговата дъщеря Александра, която е на същата възраст като Франческа, е бременна.
Джулио се опитва неуспешно да стигне до истината за предполагаемото си бащинство и най-накрая решава да каже на Франческа причината за неговото противоречиво поведение. Тя обаче категорично отхвърля инсинуацията, като казва, че тя счита Бартоло за единствения си истински баща. След това тя придружава Джулио 'в Мадрид, където Александра е отишла да се опита да оправи нещата с любовника си. След завръщането им във Флоренция, Джулио трябва да се върне в Рим, за да се занимава с бизнеса си, но тази нощ Франческа настоява да видят филма „Вампир“ заедно. Той заспива в киносалона и когато се събужда, тя не се вижда никъде, което показва, че тяхната любовна афера е изминала своя път.

## В ролите
| Изпълнител         | Роля           |
| ------------------ | -------------- |
| Марчело Мастрояни  | Джулио Маренго |
| Настася Кински     | Франческа      |
| Барбара Де Роси    | Илария Маренго |
| Аня Перони         | Сечилия        |
| Франсиско Рабал    | Лоренцо        |
| Моника Рандал      | Луиза Маренго  |
| Хосе Мария Кафарел | Бартоло        |
| Джулиана Каландра  | Тереза         |
| Алберто Латуада    | Бродяга        |